# Squalius ghigii
Espèce
Statut de conservation UICN

 VU  : Vulnérable
Squalius ghigii est une espèce de petits poissons cyprinidés d'eau douce présente à Rhodes, en Grèce,.

## Description
Squalius ghigii atteint 65 mm de longueur pour les mâles et 90 mm pour les femelles. Il a un éclat argenté et un corps allongé. Son espérance de vie maximale est de 3 ans.

## Répartition et modes de vie
Squalius ghigii vit en eau douce et plus précisément dans des rivières et des étangs. Cette espèce ne serait présente qu'à Rhodes,,. Cependant, en Turquie, il existe des cas isolés de poissons similaires mais mal connus, parfois considérés comme des S. ghigii, parfois comme des sous-espèces, ou encore comme des espèces distinctes tel que S. irideus et Ladigesocypris meremere,,.  

## Menacé d'extinction
Squalius ghigii vit dans des plans d'eau de petite taille qui s'assèchent lors des années de faibles précipitations. Ses principales menaces sont l'utilisation de l'eau, ainsi que la sécheresse estivale.  Il serait l'une des espèces de poissons d'eau douce les plus menacées d'Europe. L'espèce fait l'objet d'une protection dans le cadre d'un projet européen, tandis que la majeure partie de son habitat est désormais classée en tant que site Natura 2000. Dans les zones où l'espèce est présente, le captage de l'eau et les autres activités perturbatrices sont limités par la réglementation. De récentes études de suivi révèlent que sa population se reconstitue et se stabilise grâce aux mesures de conservation,. Un centre éducatif lui est dédié.

## Systématique
Le nom valide complet (avec auteur) de ce taxon est Squalius ghigii (Gianferrari, 1927).
L'espèce a été initialement classée dans le genre Leucaspius sous le protonyme Leucaspius ghigii par l'ichtyologiste italienne Luisa Gianferrari (d) (1890-1977),.
Squalius ghigii a pour synonymes :
- Ladigesocypris ghigii subsp. ghigii
- Ladigesocypris ghigii (Gianferrari, 1927)
- Leucaspius ghigii Gianferrari, 1927
- Leucaspius prosperi Gianferrari, 1927

## Étymologie
Son épithète spécifique, ghigii, lui a été donnée en l'honneur du zoologiste italien Alessandro Ghigi (d) (1875-1970) qui a récolté le holotype.

## Publication originale
- (it) Luisa Gianferrari, « Diagnosi preliminare di due nuove specie ittiche di Rodi », Atti della Società Italiana di Scienze Naturali e del Museo Civico di Storia Naturale di Milano, Inconnu, Società Italiana di Scienze Naturali (d) et Museo Civico di Storia Naturale de Milan, vol. 66,‎ mai 1927, p. 123-125 (ISSN 0037-8844 et 2284-3663, OCLC 1765749, lire en ligne).